# 에스터블라이프

에스터블라이프(エスタブライフ)는 애니메이션 감독의 타니구치 고로가 원안·크리에이티브 통괄을 맡은 일본의 미디어 믹스 기획. 다양한 인종이 존재하는 미래의 도쿄를 무대로 하는 이야기가 다양한 매체로 2022년부터 전개된다.

## 개요
본 기획은 2021년 9월 23일에 후지 TV가 Crunchyroll 및 슬로커브와 공동으로 심야 애니메이션 틀 『+Ultra』 프로그램을 제작한다고 발표했을 때, 신규 애니메이션 작품 중 하나로 밝혀졌다. 다음 해 2022년 1월 20일에 개최된 「후지 TV 『+Ultra』 라인업 발표회 2022」에서, 다른 이야기가 텔레비전 애니메이션, 게임, 영화에서 각각 전개되는 프로젝트인 것이 밝혀져 동시에 주요 스탭이나 작품 테마에 대해서도 맞추어 발표되었다.
타니구치는 여러 가지 미디어가 참가할 수 있도록 「다양성이 인정된 세상이 구현화한 세계」를 구상한 결과, 미디어에 의해서 설정을 추가할 수 있는 좋은 의미에서의 느슨함을 가진 세계관이 구축되어 거기로부터 역산 하는 형태로 AI등의 설정을 할 수 있었다고 말하고 있다.